# Haapasaari (ö i Södra Karelen, Imatra, lat 61,23, long 28,72)
Haapasaari är en ö i Finland. Den ligger i sjön Saimen och i kommunen Imatra i den ekonomiska regionen  Imatra ekonomiska region  och landskapet Södra Karelen, i den södra delen av landet, 230 km nordost om huvudstaden Helsingfors. Öns area är 41,3 hektar och dess största längd är 1 kilometer i nord-sydlig riktning.